# Rhytidoponera mayri
Rhytidoponera mayri é uma espécie de formiga do gênero Rhytidoponera.